# Monkey Island 2: LeChuck’s Revenge
Monkey Island 2: LeChuck’s Revenge (с англ. — «Остров Обезьян: Месть ЛеЧака») — вторая игра из серии Monkey Island и шестая игра LucasArts Entertainment, использующая движок SCUMM. Начиная с этой игры, в SCUMM появилась звуковая подсистема iMUSE, благодаря которой стали возможны плавные переходы звуковых тем. Многими игроками и критиками эта игра признаётся лучшей приключенческой компьютерной игрой, созданной компанией LucasArts. В игре присутствует два режима сложности — стандартный режим, содержащий все задачи и головоломки, и Monkey 2 Lite — облегчённый вариант для тех, кто никогда не играл в квесты.
7 июля 2010 года вышла специальная редакция (Monkey Island 2 Special Edition: LeChuck’s Revenge), полностью озвученная и перерисованная. Как и The Secret of Monkey Island: Special Edition, вторая игра содержит два режима отображения — классический и обновленный, однако теперь классический режим содержит озвученные диалоги. Также в игре появились 12 достижений и комментарии трёх ведущих разработчиков оригинальной версии — Рона Гилберта, Дэйва Гроссмана и Тима Шейфера.

## Сюжет

### Пролог
Игра начинается с того, что Гайбраш Трипвуд висит над пропастью, одной рукой он держится за верёвку, а в другой у него тяжёлый сундук. Рядом по другой верёвке спускается Элейн Марли и спрашивает Гайбраша, как тот оказался в такой ситуации. Дальнейшее развитие игры представлено как рассказ Гайбраша о событиях, случившихся в его жизни за последнее время.

### Игра
История Гайбраша начинается с того, что он оказывается на берегу карибского острова Струпп (Scabb Island), где, сидя у костра, рассказывает двум пиратам историю своей победы над ЛеЧаком в The Secret of Monkey Island. Однако те её уже много раз слышали и хотят услышать новую историю. Гайбраш говорит, что как раз этим и занимается, решив отыскать величайшее сокровище всех пиратов — сокровища «Большого шума» (англ. Big Whoop).
Однако на острове заправляет карлик Ларго ЛаГранд, некогда бывший правой рукой ЛеЧака. ЛаГранд ввёл на острове эмбарго — все прибывшие корабли должны заплатить непомерную пошлину. Изготовив с помощью старой знакомой Леди Вуду колдовскую куклу, Гайбраш изгоняет Ларго с острова, по злой иронии предоставив ему клок призрачной бороды ЛеЧака, единственный элемент, которого приспешникам мёртвого капитана не хватало для ритуала воскрешения. Леди Вуду сообщает Гайбрашу, что есть только один способ спастись от ЛеЧака, и он кроется в тайне сокровища «Большого шума», поэтому Гайбраш должен сделать то, что наметил — найти великое сокровище.
Чтобы выполнить свой поиск, Гайбраш должен найти и собрать четыре части карты, на которой, согласно легенде, изображено местонахождение клада. Однако, собрав карту, Гайбраш оказывается в плену у ЛеЧака, который изобрёл изощрённую расправу над своим врагом — с помощью хитроумного механизма Гайбраш должен попасть в чан с кислотой. Гайбрашу удаётся бежать. Подорвавшись в пороховом складе, Трипвуд оказывается на острове Мелком (Dinky Island), где встречает знакомого из предыдущей игры — Германа Тухрота, изучающего философию. Проплутав в джунглях, Гайбраш наконец обнаруживает место, где закопан «Большой шум» (по традиции, оно отмечено большим красным крестом). Взорвав железобетон, преграждающий путь к кладу, Гайбраш Трипвуд оказывается в том положении, в котором игрок застаёт его в самом начале игры: висящим над глубокой ямой, с концом верёвки в одной руке и сундуком с сокровищами в другой. Внезапно верёвка, на которой висит Гайбраш, рвётся, и он вместе с сундуком падает вниз.
Провалившись в яму, Гайбраш оказывается в подземном комплексе, где его настигает ЛеЧак. С помощью куклы вуду Гайбраша ЛеЧак пытается отправить Трипвуда в небытие. Однако из-за неправильного рецепта приготовления куклы Гайбраш лишь переносится в соседние комнаты. Преследуемый ЛеЧаком, Трипвуд сам умудряется сделать куклу вуду своего врага и использовать её. Но тут выясняется страшное: в действительности ЛеЧак — брат Гайбраша (намёк на известную историю Люка Скайуокера и Дарта Вейдера из «Звёздных войн»). Попутно раскрывается и причина лютой ненависти ЛеЧака к Гайбрашу — в детстве Гайбраш сломал любимую машинку ЛеЧака. Вся эта идиллия прерывается появившимся рабочим, который говорит, что «здесь внизу детям не место». Игра заканчивается тем, что два маленьких брата, Гайбраш и Чаки, оказываются посреди парка развлечений под названием «Большой шум». Но перед самым окончанием игры Чаки поворачивается лицом в камеру и показывает свой истинный облик.

## Критика
| Сводный рейтинг | Сводный рейтинг | Сводный рейтинг | Сводный рейтинг |
| Издание         | Оценка          | Оценка          | Оценка          |
| Издание         | PC              | PS3             | Xbox 360        |
| --------------- | --------------- | --------------- | --------------- |
| GameRankings    | 87,58 %         | 85,84 %         | 84,48 %         |

Monkey Island 2: LeChuck’s Revenge была высоко оценена среди игроков и критиков. Amiga Power назвала её самой ожидаемой игрой 1992 года. После выхода оценки критиков были очень высокими для всех платформ, на которых вышла игра — версия для Amiga получила оценку 95 % от Amiga Computing, версия для DOS — 96 % от Computer and Video Games. Игру признали одной из самых лучших компьютерных адвенчур, и этот статус по-прежнему актуален даже на фоне современных приключенческих игр. На агрегаторе GameRankings игра имеет средний рейтинг в 89,60 %.
Computer Gaming World назвала Monkey Island 2 самой лучшей приключенческой игрой 1992 года, высоко оценив интересные головоломки, чувство юмора и общую реализацию. В 1996 году издание поместило игру на 74 место в списке лучших игр всех времён.
Летом 2018 года, благодаря уязвимости в защите Steam Web API, стало известно, что точное количество пользователей сервиса Steam, которые играли в переиздание Monkey Island 2 Special Edition LeChuck’s Revenge хотя бы один раз, составляет 288 297 человек.